# (38568) 1999 VE184
1999 VE184 (asteroide 38568) é um asteroide da cintura principal. Possui uma excentricidade de 0.11599340 e uma inclinação de 3.69980º.
Este asteroide foi descoberto no dia 15 de novembro de 1999 por LINEAR em Socorro.